# Hemileuca neumoegeni
Hemileuca neumoegeni is een vlinder uit de familie nachtpauwogen (Saturniidae), onderfamilie Hemileucinae.
De wetenschappelijke naam van de soort is voor het eerst geldig gepubliceerd door H. Edwards in 1881.